# آننه‌لووند
آننه‌لووند (به سوئدی: Ljung och Annelund) یک منطقهٔ مسکونی در سوئد است که در بخش هریونا واقع شده‌است. آننه‌لووند ۰٫۷۷ کیلومتر مربع مساحت و ۵۱۹ نفر جمعیت دارد.